# بيتر إسترهازي
بيتر إسترهازي (بالمجرية: Eszterházy Péter)‏ (14 أبريل 1950 - 14 يوليو 2016) كاتب هنغاري ويعتبر واحد من أشهر الأدباء المجريين في القرن العشرين.

## وفاته
في شهر أكتوبر 2015، أعلن أنه يعاني من سرطان البنكرياس. توفي في 14 يوليو 2016.

## روابط خارجية
- بيتر إسترهازي على موقع IMDb (الإنجليزية)
- بيتر إسترهازي على موقع الموسوعة البريطانية (الإنجليزية)
- بيتر إسترهازي على موقع مونزينجر (الألمانية)
- بيتر إسترهازي على موقع إن إن دي بي (الإنجليزية)
- بيتر إسترهازي على موقع ديسكوغز (الإنجليزية)
- بيتر إسترهازي على موقع قاعدة بيانات الفيلم (الإنجليزية)